# Карла Бодендорф
Карла Бодендорф (нім. Carla Bodendorf; нар. 13 серпня 1953) — німецька легкоатлетка, яка спеціалізувалася в бігу на короткі дистанції.

## Досягнення
Олімпійська чемпіонка в естафеті 4×100 метрів (1976).
Фіналістка Олімпіади-1976 у бігу на 200 метрів (4-е місце).
Бронзова призерка чемпіонату Європи у бігу на 200 метрів та в естафеті 4×100 метрів (1978).
Переможниця Кубка Європи в естафеті 4×100 метрів (1975).
Ексрекордсменка світу та Європи в естафеті 4×100 метрів.
Чемпіонка НДР у бігу на 200 метрів (1978).
По завершенні спортивної кар'єри працювала вчителем, пізніше — у органах влади землі Саксонія-Ангальт.

## Основні міжнародні виступи
| Рік  | Змагання         | Місто    | Місце            | Дисципліна | Примітки |
| ---- | ---------------- | -------- | ---------------- | ---------- | -------- |
| 1975 | Кубок Європи     | Ніцца    | 1                | 4×100 м    |          |
| 1976 | Олімпійські ігри | Монреаль | 4                | 200 м      |          |
| 1976 | 1                | 4×100 м  | Відео на YouTube |            |          |
| 1976 | Чемпіонат Європи | Прага    | 3                | 200 м      |          |
| 1976 | 3                | 4×100 м  | Відео на YouTube |            |          |